# Vessel (structure)
 (août 2022).
La mise en forme du texte ne suit pas les recommandations de Wikipédia : il faut le « wikifier ».
Les points d'amélioration suivants sont les cas les plus fréquents. Le détail des points à revoir est peut-être précisé sur la page de discussion.
- Les titres sont pré-formatés par le logiciel. Ils ne sont ni en capitales, ni en gras.
- Le texte ne doit pas être écrit en capitales (les noms de famille non plus), ni en gras, ni en italique, ni en « petit »…
- Le gras n'est utilisé que pour surligner le titre de l'article dans l'introduction, une seule fois.
- L'italique est rarement utilisé : mots en langue étrangère, titres d'œuvres, noms de bateaux, etc.
- Les citations ne sont pas en italique mais en corps de texte normal. Elles sont entourées par des guillemets français : « et ».
- Les listes à puces sont à éviter, des paragraphes rédigés étant largement préférés. Les tableaux sont à réserver à la présentation de données structurées (résultats, etc.).
- Les appels de note de bas de page (petits chiffres en exposant, introduits par l'outil «  Source ») sont à placer entre la fin de phrase et le point final[comme ça].
- Les liens internes (vers d'autres articles de Wikipédia) sont à choisir avec parcimonie. Créez des liens vers des articles approfondissant le sujet. Les termes génériques sans rapport avec le sujet sont à éviter, ainsi que les répétitions de liens vers un même terme.
- Les liens externes sont à placer uniquement dans une section « Liens externes », à la fin de l'article. Ces liens sont à choisir avec parcimonie suivant les règles définies. Si un lien sert de source à l'article, son insertion dans le texte est à faire par les notes de bas de page.
- La présentation des références doit suivre les conventions bibliographiques. Il est recommandé d'utiliser les modèles {{Ouvrage}}, {{Chapitre}}, {{Article}}, {{Lien web}} et/ou {{Bibliographie}}. Le mode d'édition visuel peut mettre en forme automatiquement les références.
- Insérer une infobox (cadre d'informations à droite) n'est pas obligatoire pour parachever la mise en page.

Pour une aide détaillée, merci de consulter Aide:Wikification.
Si vous pensez que ces points ont été résolus, vous pouvez retirer ce bandeau et améliorer la mise en forme d'un autre article.
Pour les articles homonymes, voir Vessel.
Vessel (littéralement « Vaisseau ») est une structure et une attraction pour les visiteurs construite dans le cadre du projet de réaménagement des chantiers de Hudson Yards à Manhattan, à New York. Construite selon les plans du designer britannique Thomas Heatherwick, à qui l'on doit également Little Island, la structure élaborée en forme d'alvéole d'abeille s'élève sur seize étages, se compose de 154 escaliers, et offre 2 500 marches et 80 paliers à gravir pour les visiteurs. Vessel est l'élément principal de la place publique de Hudson Yards. Financé par The Related Companies (en), qui développe le quartier Hudson Yards, son coût final est estimé à 200 millions de dollars.

## Historique

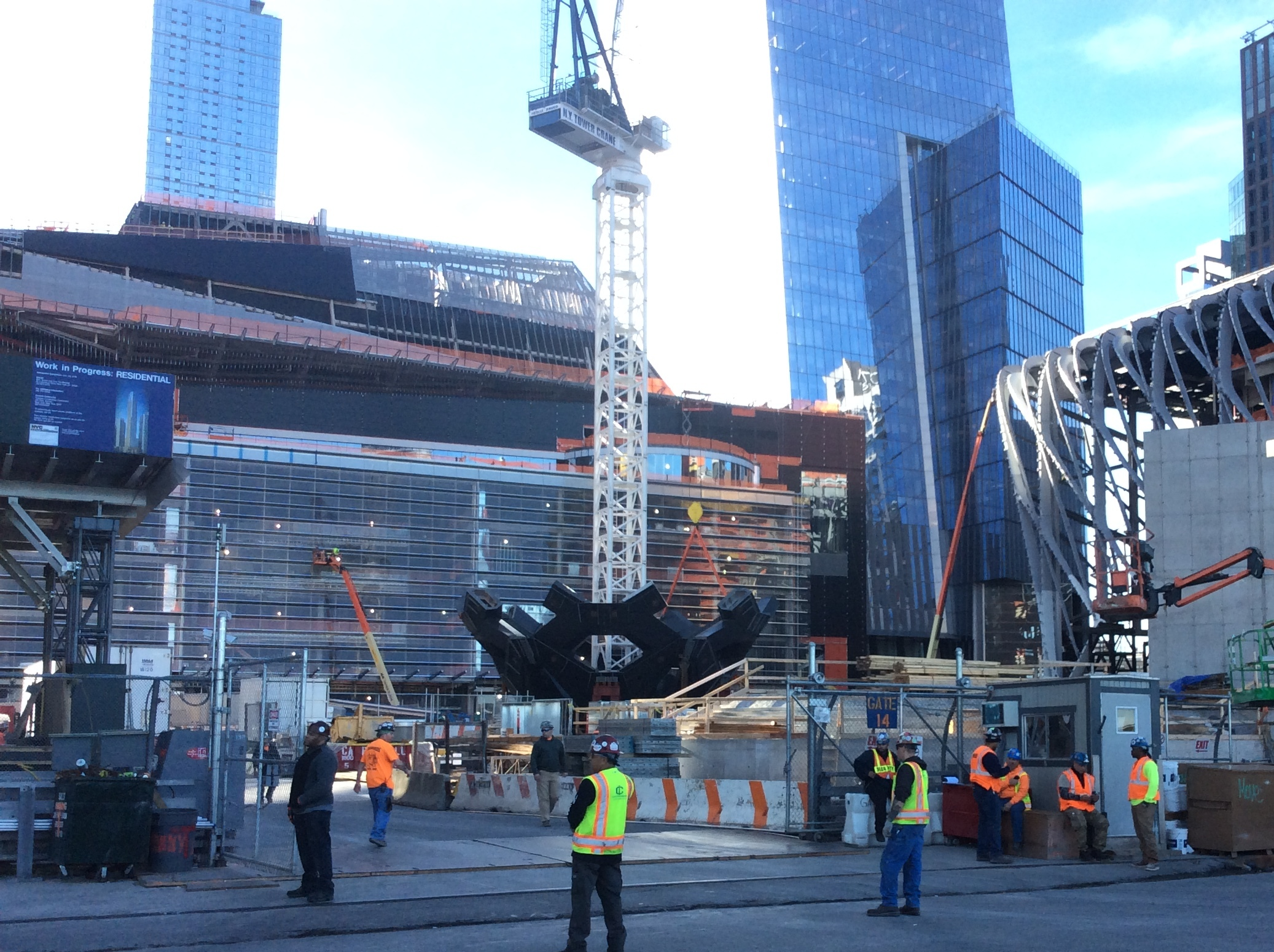
Début de la construction, mai 2017.

Le concept de Vessel a été dévoilé au public le 14 septembre 2016. La construction a commencé en avril 2017, les pièces étant fabriquées en Italie et expédiées aux États-Unis. Vessel a été terminé en décembre 2017 avec l'installation de sa plus haute pièce et a ouvert ses portes le 15 mars 2019. 

## Description

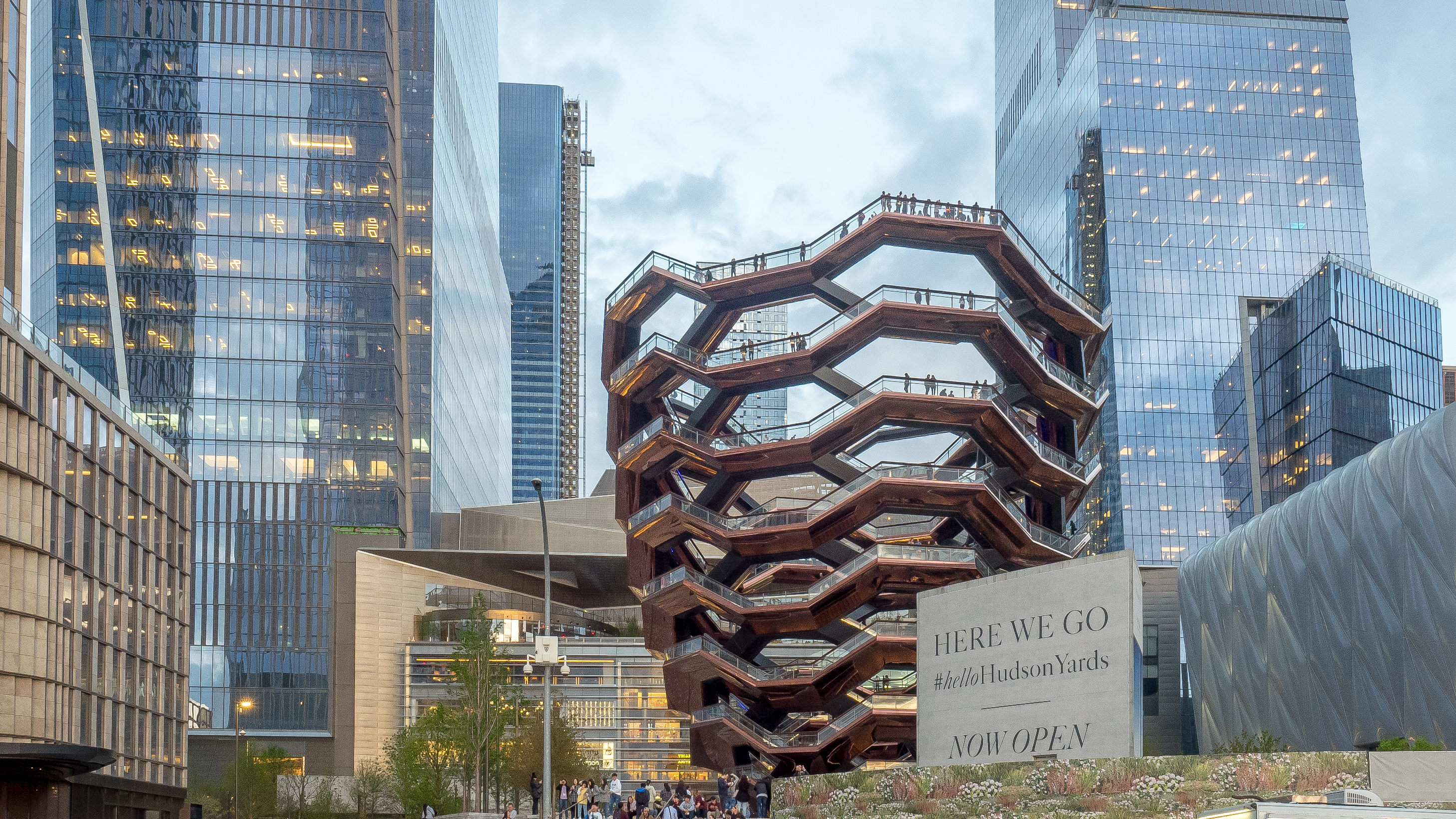
Vue depuis la 11e Avenue (2019).

Le Vessel est une structure de 46 mètres de hauteur sur 16 étages, d'escaliers connectés entre les bâtiments situés sur les deux hectares de la place publique de Hudson Yards . Conçu par Thomas Heatherwick  Vessel compte 154 volées, 2 500 marches et 80 niveaux, la longueur totale des escaliers dépassant 1,6 km. Les marches sont recouvertes de cuivre et sont inspirées des puits indiens, elles peuvent accueillir 1 000 personnes à la fois. La structure possède également des rampes et un ascenseur pour se conformer à l'Americans with Disabilities Act de 1990 (ADA), bien que seulement trois des niveaux y soient accessibles aux personnes à mobilité réduite. 

### Nom
Il était prévu que « Vessel » (« vaisseau », en français) serait le nom temporaire de la structure pendant la construction et qu'un nom permanent serait déterminé plus tard. Après l'ouverture du Vessel, Hudson Yards a demandé au public de lui donner un nom officiel, créant un site Web consacré à cet effet. 

## Réception critique
La sculpture a été acclamée et critiquée. Shawn Tully, du magazine Fortune,  a qualifié Vessel de « réponse de Manhattan à la Tour Eiffel », un sentiment également exprimé par la journaliste de CNN Tiffany Ap. Kelsey Kloss, du magazine Elle Decor, a comparé Vessel à un dessin de l'artiste néerlandais MC Escher. Plusieurs commentateurs ont qualifié la structure de « kebab géant »,,.
S'exprimant sur le processus de conception de la structure, Heatherwick a déclaré : « Nous devions réfléchir à ce qui pourrait devenir un point de repère. Quelque chose pouvant aider à donner du caractère et de la particularité à ce lieu ». Ted Loos du New York Times a déclaré que la sculpture, alors un « escalier vers nulle part » au sens utilitaire, servait de « point d'exclamation » au terminus nord de la High Line. David Colon, du site Gothamist, a qualifié Vessel d'« apport audacieux au paysage de la ville ».  
D'autres ont évalué le bâtiment négativement. Le critique d'architecture du New York Times Michael Kimmelman décrit l'extérieur comme « tape-à-l'œil » et, plus généralement, critique Hudson Yards comme un « quartier fermé » manquant de véritable espace public. Feargus O'Sullivan du site CityLab a dit du Vessel : « Voici une tour d'escaliers amusante de 150 millions de dollars qui invite les visiteurs à grimper, mais uniquement dans des conditions et un contrôle ridiculement stricts. Comme beaucoup de ses projets [d'Heatherwick], il s'agit essentiellement d'un monument tape-à-l'œil offrant l'impression dune liberté qui reste très succincte ». Certains l'ont opposé négativement à la Cloud Gate d'Anish Kapoor (également connue sous le nom de « The Bean », ou « Le Haricot »), située à Chicago, qualifiant Vessel d'« amas de ferraille » et d'« horreur ». Blair Kamin du Chicago Tribune l'a décrit comme « obtu et artificiel ». 
Les critiques ont également écrit sur le manque d'accessibilité de Vessel pour les personnes à mobilité réduite car Vessel est composé d'escaliers, avec un unique ascenseur pour atteindre l'un des niveaux,. Pour cette raison, des groupes de défense des droits des personnes handicapées ont manifesté devant la structure.

## Galerie

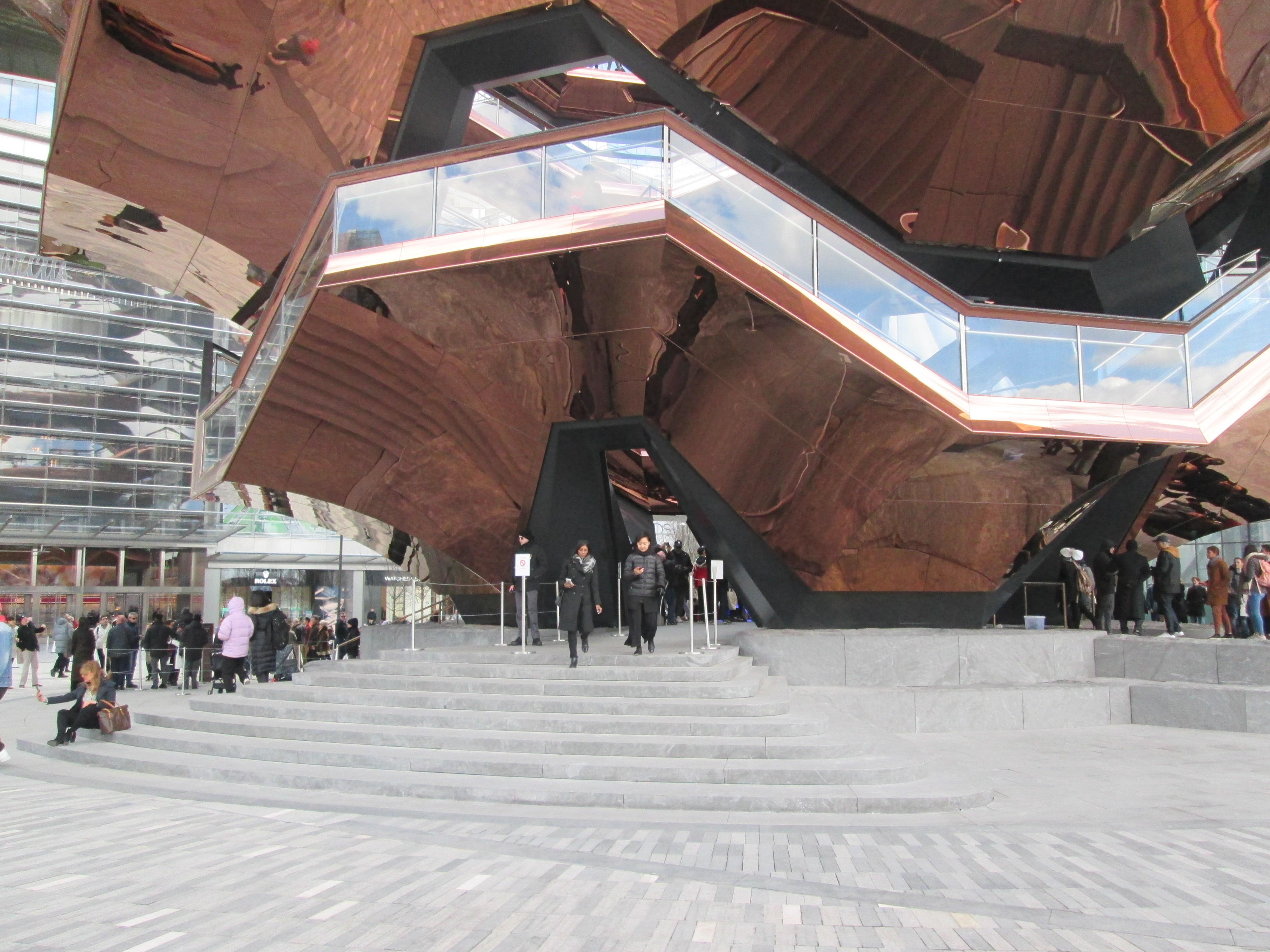
Entrée.
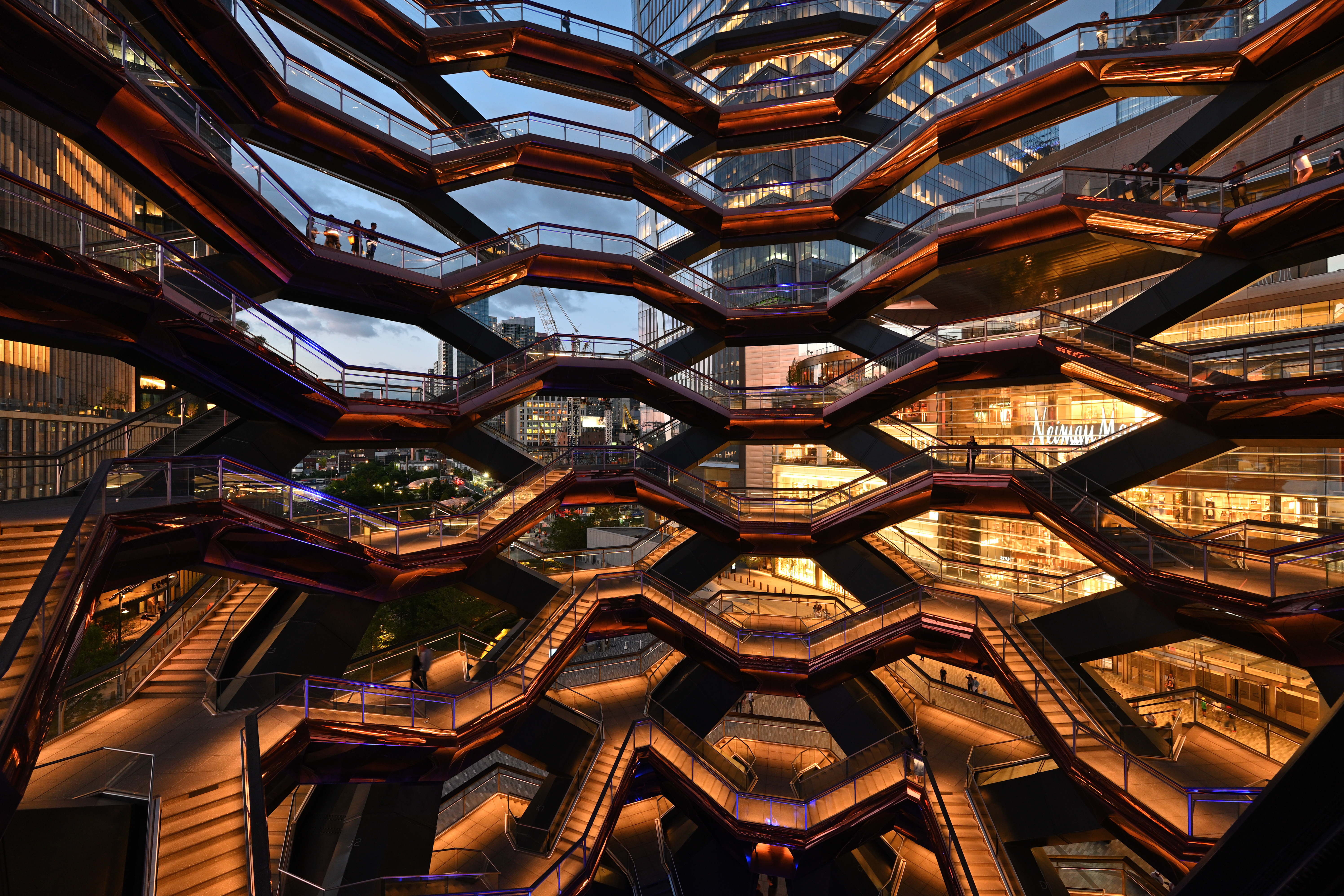
Vue de l'intérieur.
Vue depuis le sommet.
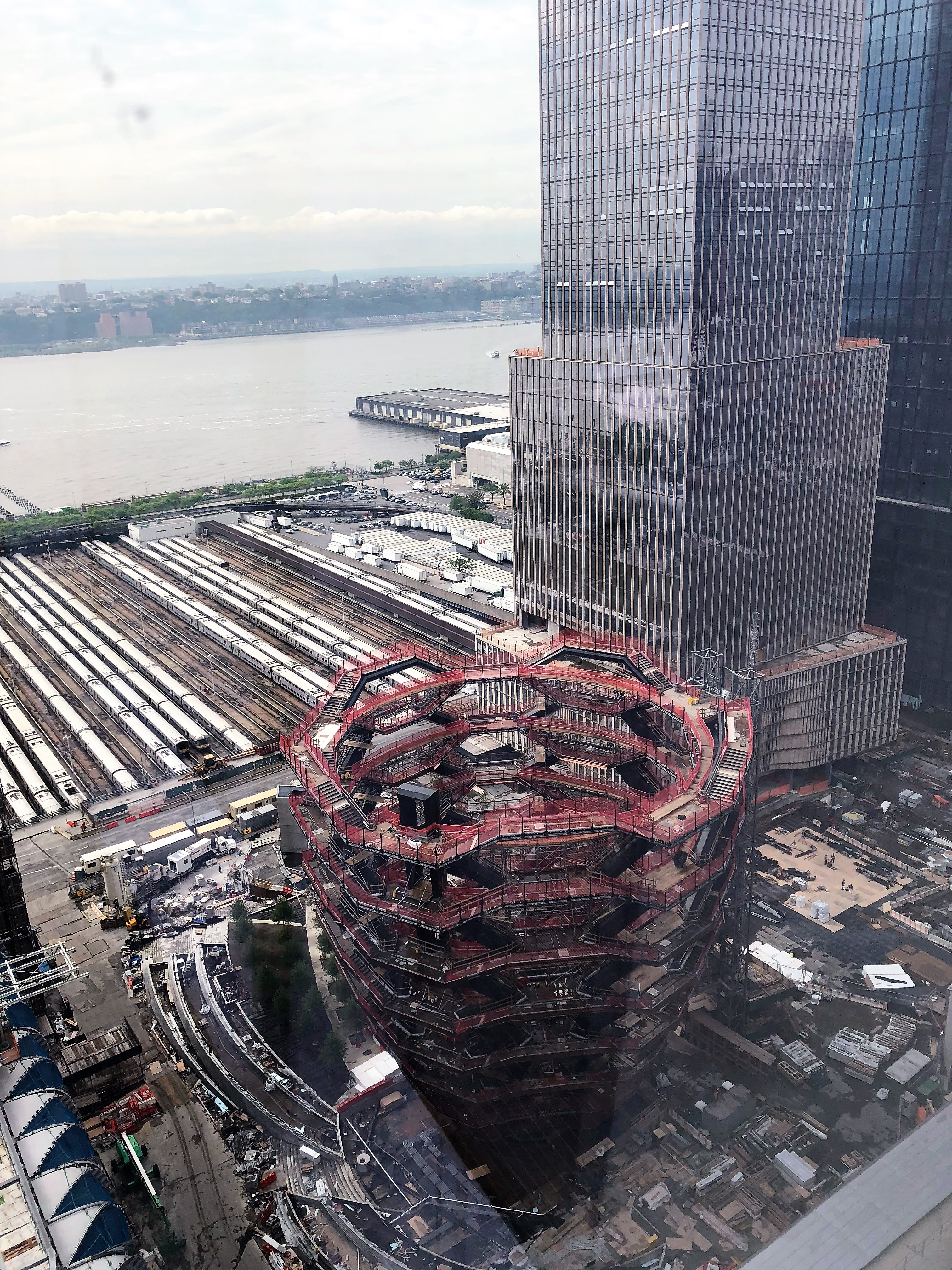
Vue aérienne .
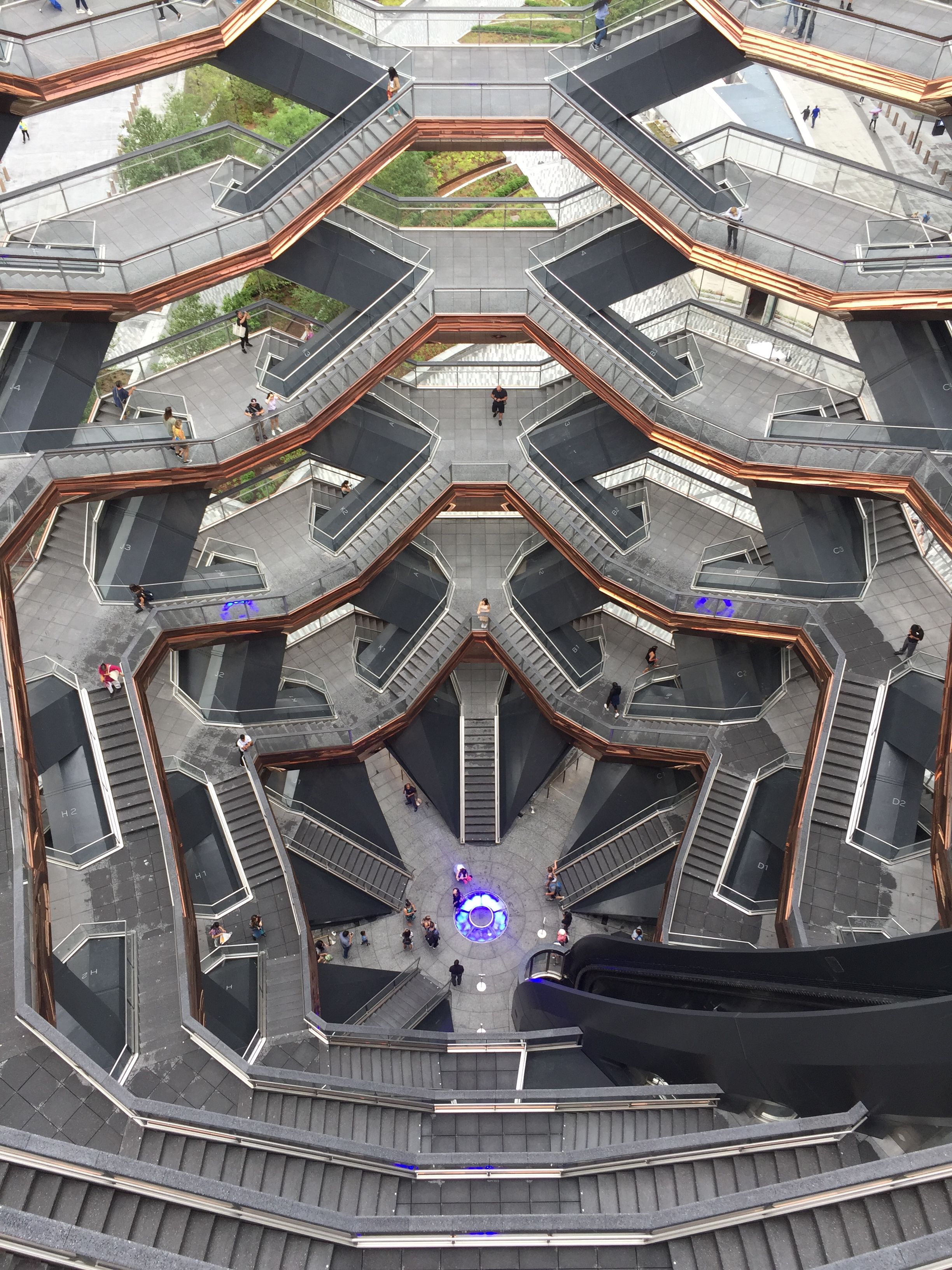
Vue de haut en bas .